# Lockheed P-3 Orion

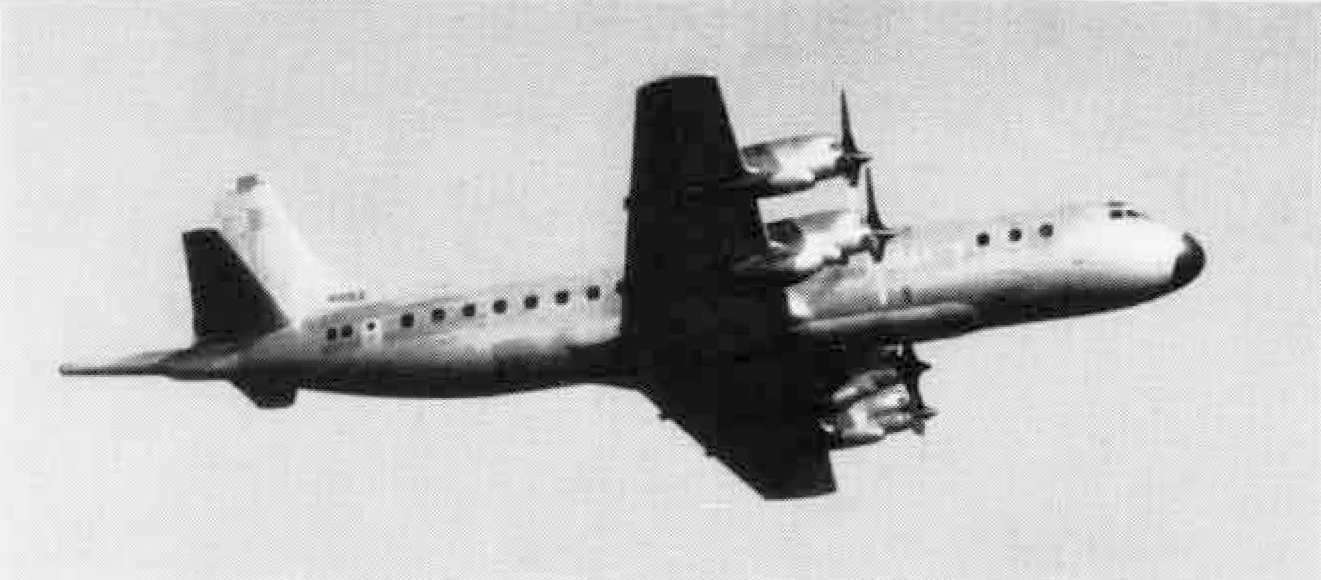
Prototypen från 1958. Endast prototyperna hade kabinfönster eftersom de var ombyggda Electra passagerarplan.

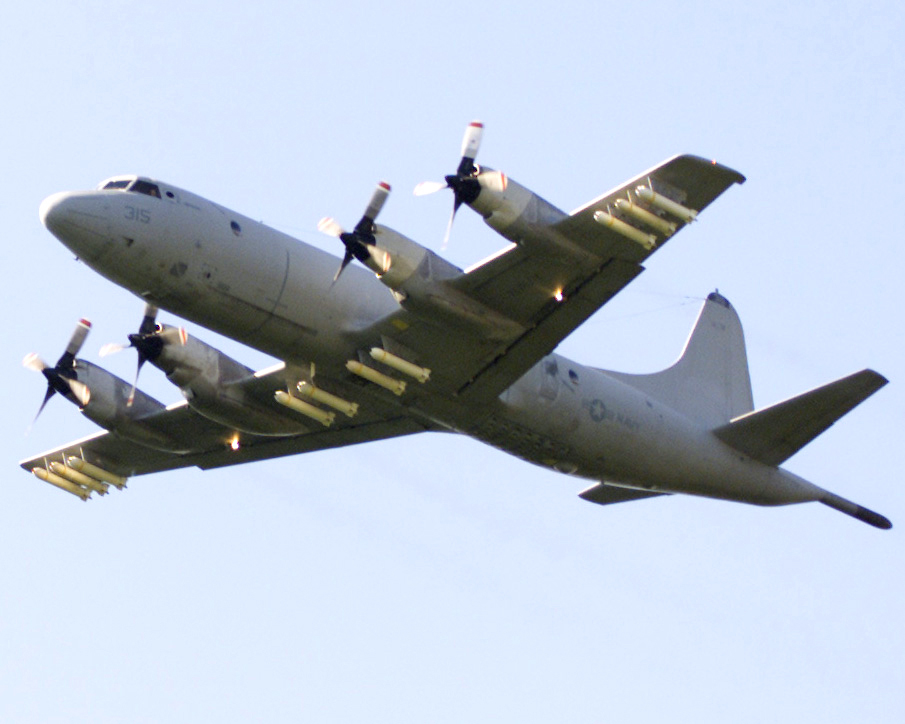
P-3 Orion flyger sällan med extern last och monterade vapenbalkar eftersom det ökar luftmotståndet. Här är dock samtliga tio vapenbalkar monterade och bär en Mark 20 Rockeye multipelbomb var.

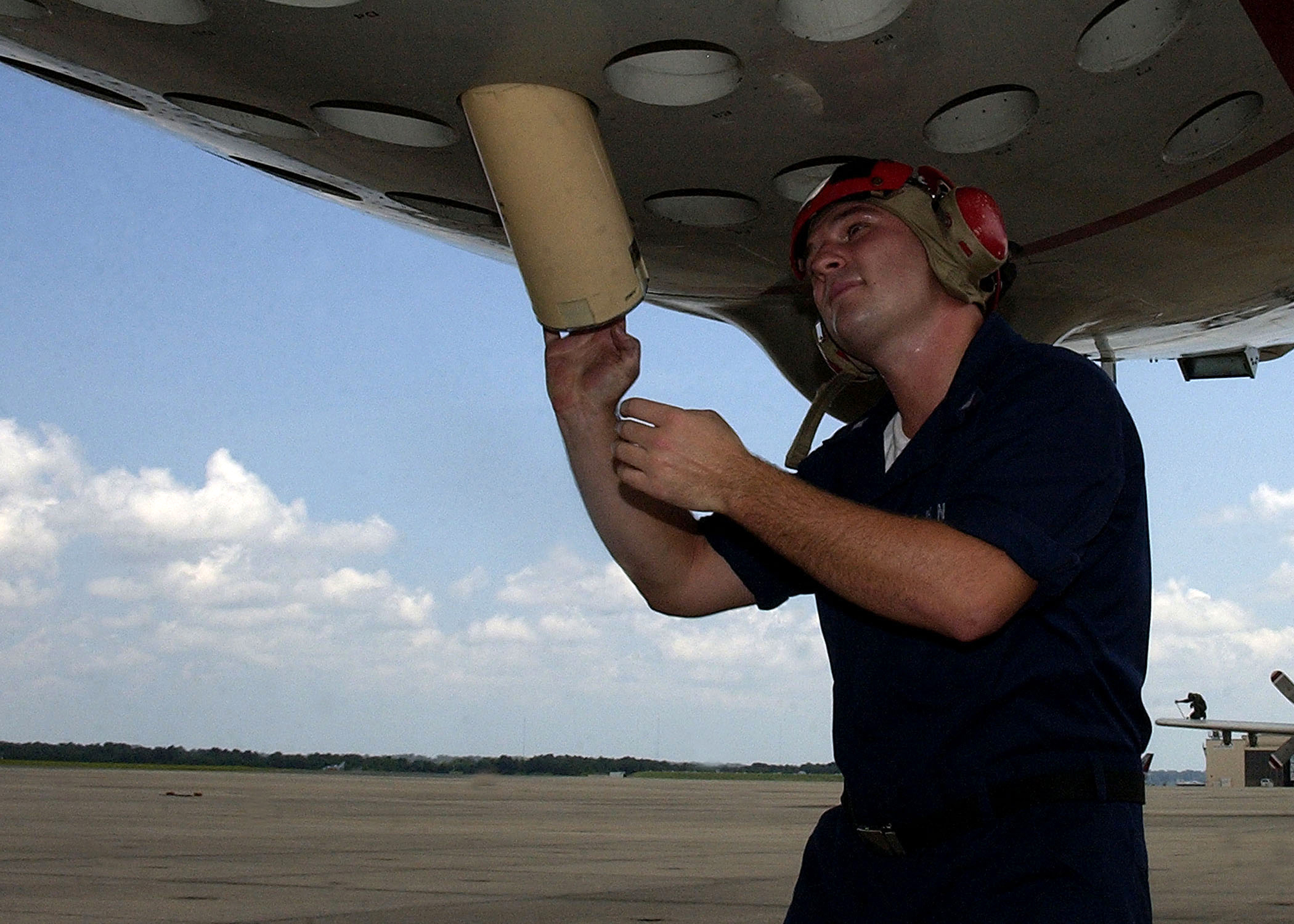
Sonarbojar laddas i därför avsedda tuber.

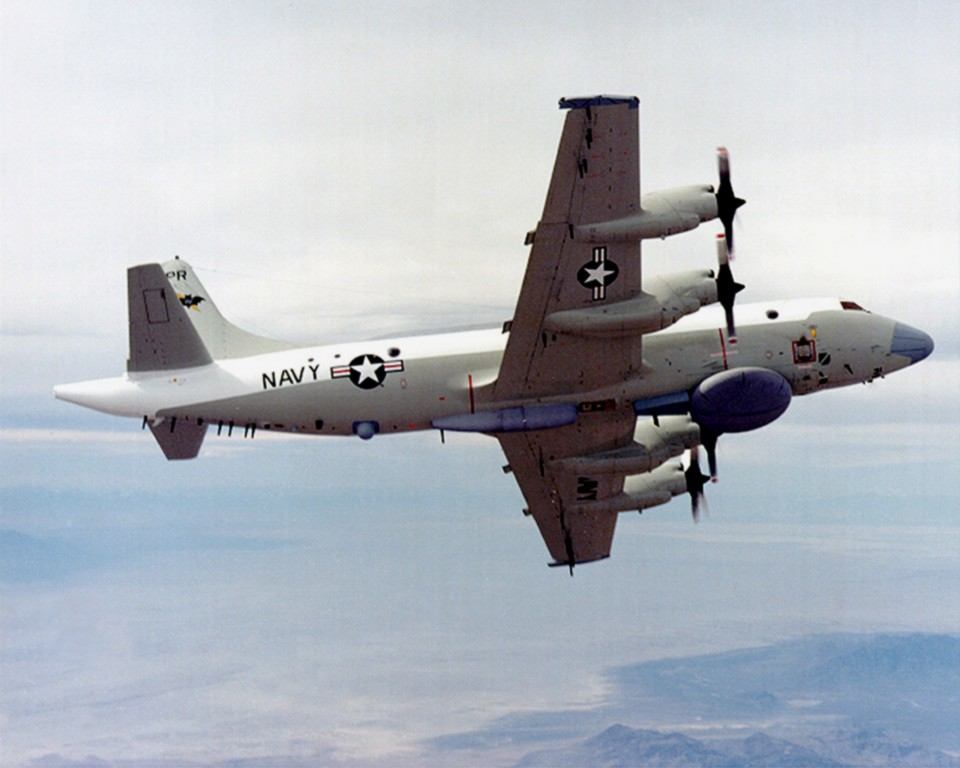
En EP-3E ARIES visar upp sitt batteri av sensorer. Notera avsaknaden av magnetometer.

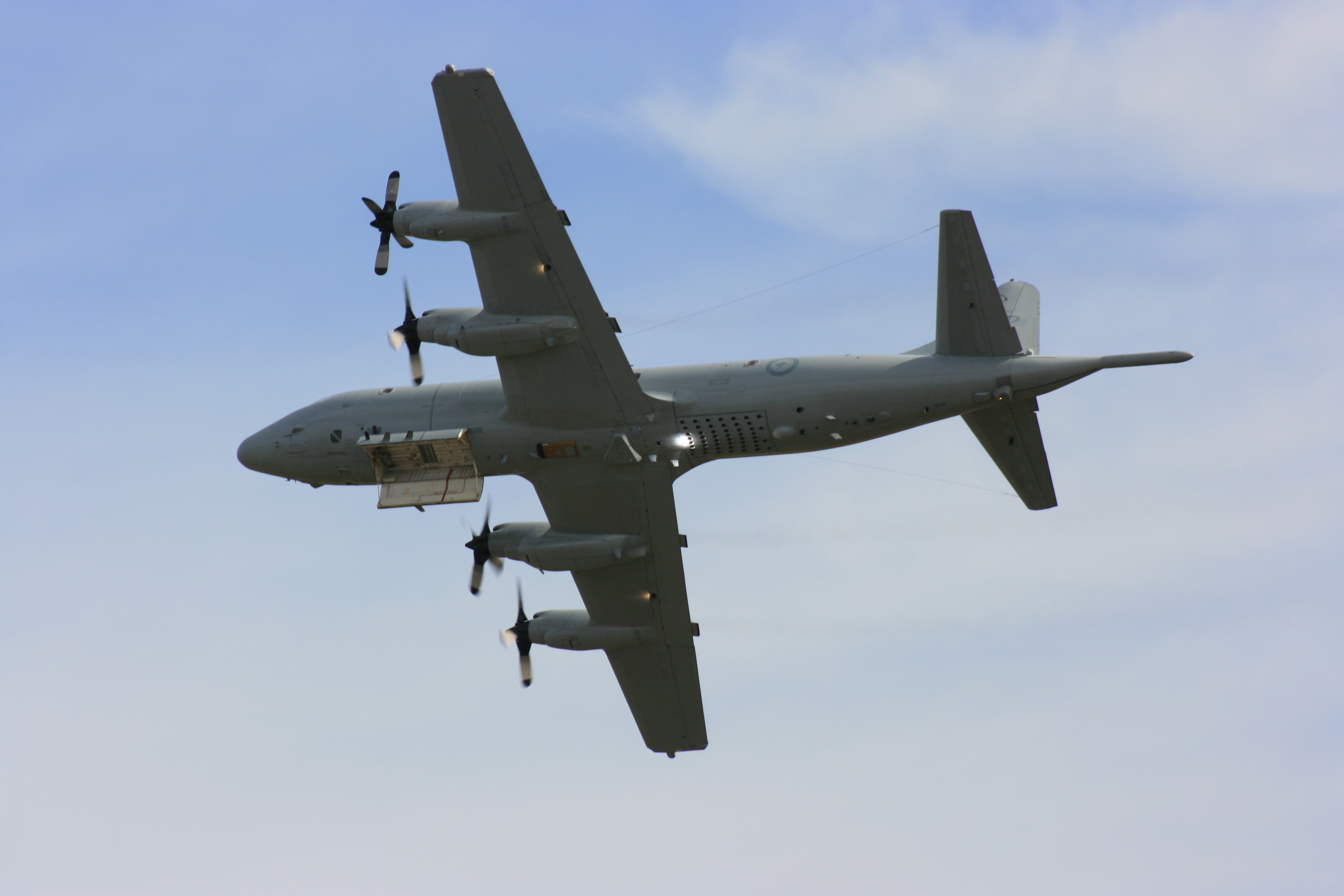
En australisk AP-3C visar de interna vapenbalkarna.

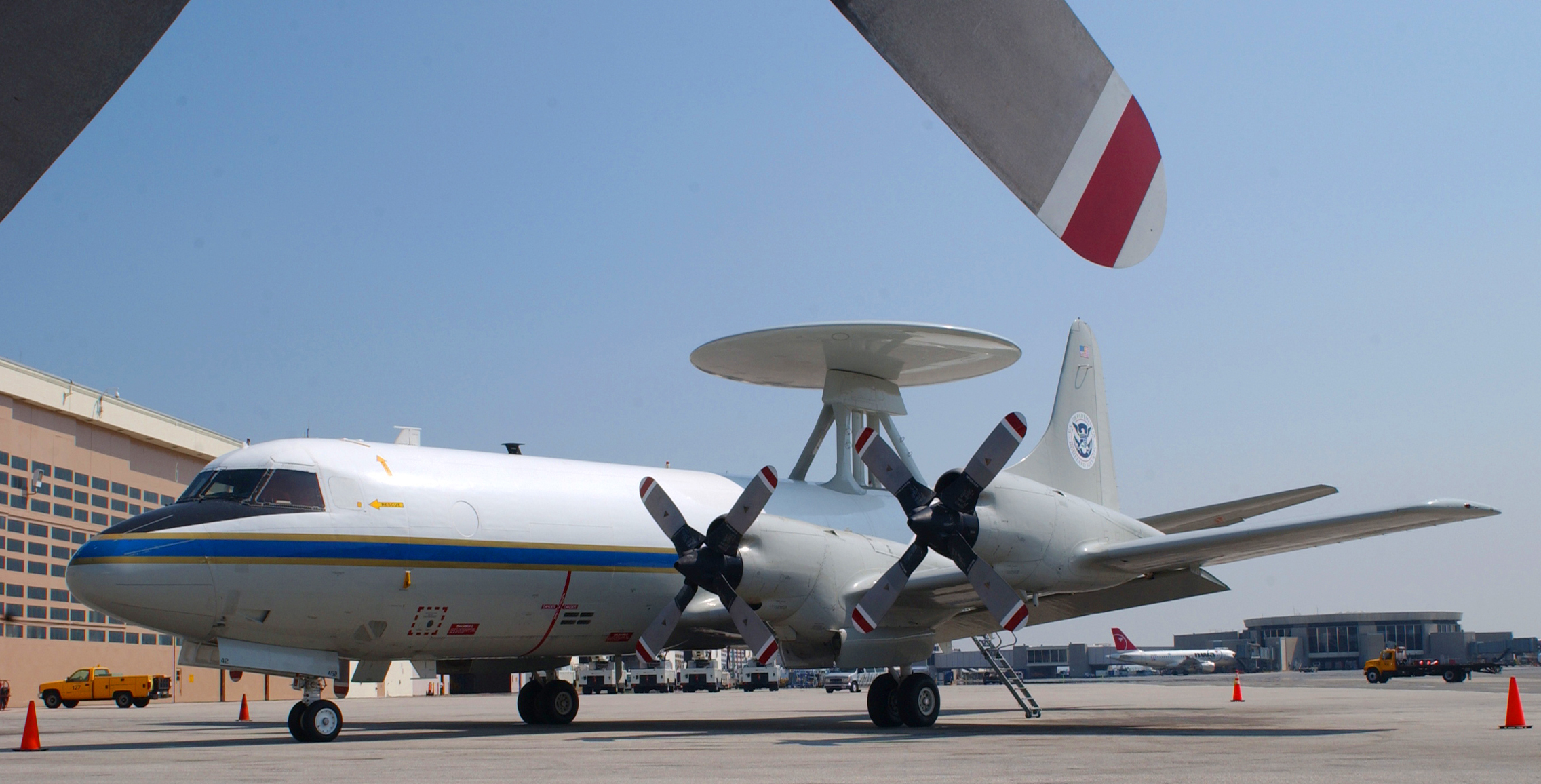
En P-3AEW&C tillhörande USCBP med sin karaktäristiska ryggmonterade radar.

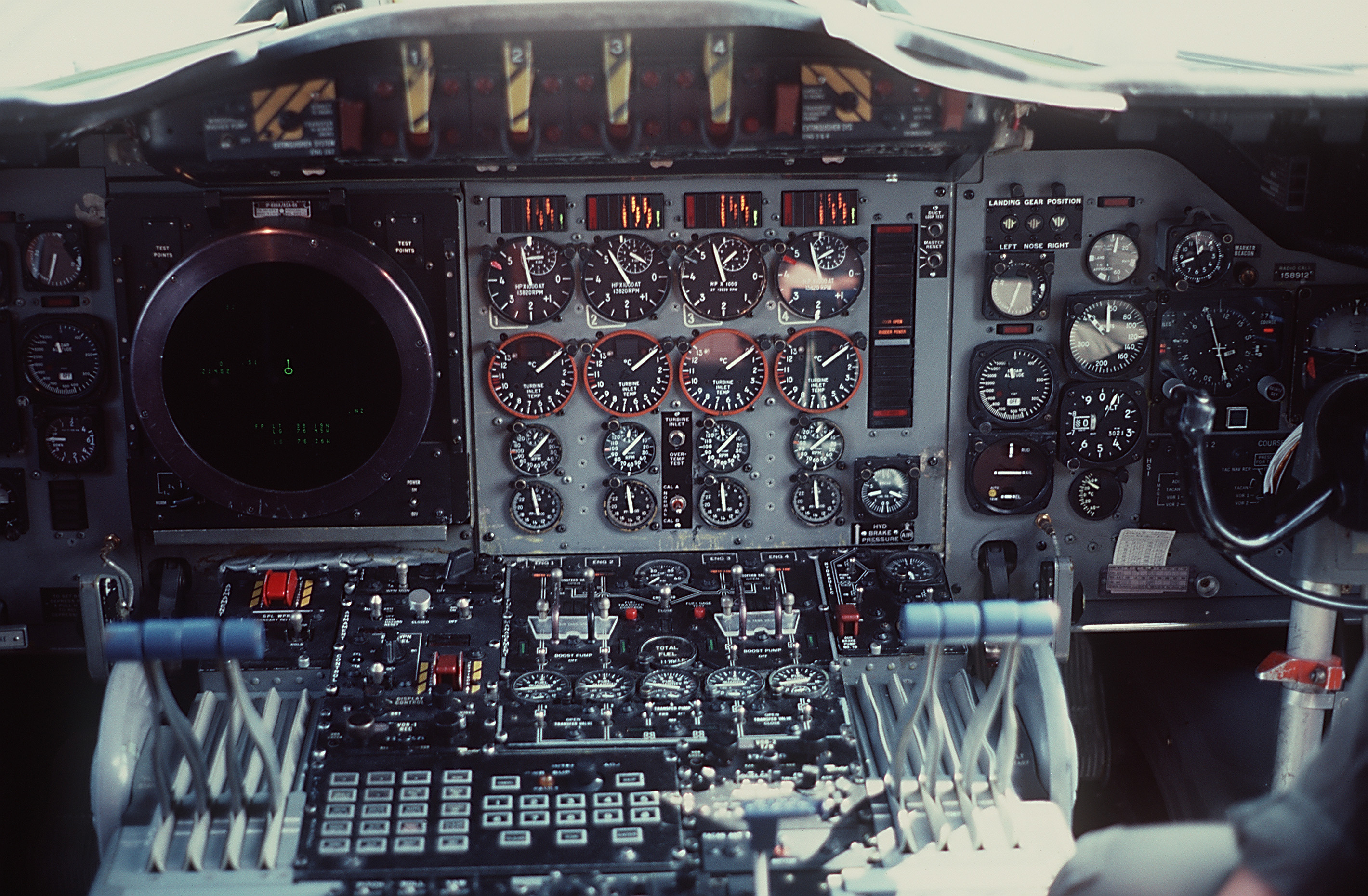
Cockpit av Lockheed P-3C Orion

Lockheed P-3 Orion är ett landbaserat havsövervaknings- och ubåtsjaktflygplan. Med totalt 757 byggda är det det mest spridda och använda flygplanet av den här typen. År 2012 har de äldsta flygplanen varit i tjänst i femtio år.

## Historia
I augusti 1957 utfärdade USA:s flotta en specifikation på ett nytt havsövervaknings- och ubåtsjaktflygplan med längre räckvidd och större uthållighet än sin föregångare Lockheed P-2 Neptune. Låg kostnad och snabb leverans var också krav som tvingade flygplanstillverkarna att basera sin design på en redan existerande konstruktion. Lockheed valde att utgå från sitt beprövade passagerarflygplan Lockheed L-188 Electra som hade en attraktiv kombination av hög fart på hög höjd och god bränsleekonomi på låg höjd. Man hade dock inte behov av den långa passagerarkabinen, så skrovet kortades 2,13 meter, vilket också minskade vikten. Trots det blev Orion längre än Electra på grund av stjärtbommen.
De tre första prototyperna var ombyggda Electra-flygplan utan avkortad flygkropp. Jungfruflygningen genomfördes 19 augusti 1958 och ett år senare fick Lockheed ett kontrakt på en första serie om sju flygplan med den officiella beteckningen P3V-1 Orion. Dessa flygplan genomgick omfattande tester av flottans testpiloter vid Patuxent River och 16 juni 1962 godkändes den för tjänstgöring.

### Kubakrisen
Knappt hade den första divisionen (VP-8) fått sina Orions i oktober 1962 innan de ombaserades till Bermuda för att upprätthålla den amerikanska ”karantänen” av Kuba under Kubakrisen.

## Konstruktion
Orions huvudsakliga uppgift är ubåtsjakt och en stor del av flygplanets utrustning är också dedicerad för ubåtsjakt. Den kan bära med sig 87 sonarbojar som fälls i fallskärm och som sänker en hydrofon när de träffar vattenytan. Orion har en kraftfull centraldator för att behandla de ljud som sonarbojarna samlar in och sänder vidare till flygplanet. En magnetometer sitter monterad längst bak på en lång stjärtbom för att inte störas av flygplanets eget magnetfält. Den kan upptäcka magnetfältet från en ubåt med stålskrov i undervattensläge. Radarn kan från hög höjd upptäcka fartyg på upp till 250 km, men på låg höjd kan den även upptäcka periskopet från en snorklande ubåt på kortare håll.
Orion har tillverkats i tre huvudvarianter; P-3A, P-3B och P-3C. Även efter att produktionen upphört har planen fortsatt att uppgraderas, framför allt med kraftigare centraldator, känsligare signalspaningsutrustning och bättre kommunikation.

## Varianter
- P‑3A – Första produktionsmodellen. Kallades P3V-1 innan 1963. 157 byggda.
  - P-3A(CS) – Sex flygplan modifierade med radarn AN/APG-63 för United States Customs Service.
  - P-3ACH – Fyra flygplan modifierade i Chile med nyare elektronik.
  - P-3T – Tre thailändska P-3A uppgraderade med samma elektronik som P-3C.
  - EP-3A - Sju flygplan ombyggda till signalspaningsflygplan. Stora individuella skillnader.
  - NP-3A – Tre flygplan (inklusive prototypen YP-3A) användes som testflygplan av bland andra NASA.
  - RP-3A – Två flygplan använda för oceanografisk forskning.
  - TP-3A – Tolv flygplan utan ubåtsjaktutrustning används för pilotutbildning.
  - UP-3A – 38 flygplan inredda med passagerarkabin som användes för transport till och från olika marinflygbaser.
  - WP-3A – Fyra flygplan utan ubåtsjaktutrustning, med förstärkt flygkropp, förbättrad avisning och väderradar. Användes för att upptäcka och följa tropiska cykloner.
- P‑3B – Andra produktionsmodellen. Nyare motorer (T56-A14) och förstärkt flygkropp.
  - P-3AM – Tolv brasilianska P-3B moderniserade med ett nytt stridsledningssystem.
  - P‑3AEW&C – Åtta P-3B konverterade till radarspaningsflygplan utan ubåtsjaktförmåga. De bär en AN/APS-138 (liknande den som sitter på Grumman E-2 Hawkeye) på ryggen.
  - P-3M – Fem före detta norska P-3B uppgraderade av CASA innan leverans till Spanien.
  - P-3N – Två norska P-3B som berövats sin ubåtsjaktutrustning och livstidsförlängts. Används för pilotutbildning, transport och kustbevakning.
  - P-3P – Sex portugisiska P-3B uppgraderade med samma elektronik som P-3C.
  - EP-3B - Tre signalspaningsflygplan opererade av flottan på uppdrag av CIA. Under 1960-talet var de baserade i Taiwan där de bedrev spaning mot den kinesiska kusten. 1969 flyttades de till Da Nang där de fortsatte samma uppdrag mot Nordvietnam.
- P-3C – Tredje produktionsmodellen med ny centraldator, ändrad intern layout och spaningskamera under nosen.
  - P-3C I – Första uppgraderingen av befintliga P-3C med nytt navigationssystem och mer minne i centraldatorn.
  - P-3C II – Andra uppgraderingen med FLIR i stället för spaningskamera och möjlighet att bära sjömålsroboten AGM-84 Harpoon.
  - P-3C III – Den första modellen som fick IBM Proteus som centraldator. Andra förbättringar var systemet AN/ASR-3 som med hjälp av radiopejl och navigationssystemet exakt kunde hålla reda på sonarbojarnas läge.
  - P-3C CDU – Fyra flygplan byggda för amerikanska tullen med radarn AN/APG-66 och AN/AVX-1 gyrostabiliserad teleskopkamera.
  - P-3C LSRS – Fem flygplan utrustade med LSRS-radar (Littoral Surveillance Radar System) i en lång gondol under buken.
  - P-3CK – Sydkoreas beteckning på åtta P-3B som uppgraderats med elektroniken från P-3C.
  - P-3F – Sex flygplan exporterade till Iran. Byggda som P-3C med levererade med elektronisk utrustning från P-3B.
  - P-3K – Fem flygplan moderniserade med ny elektronik av Boeing för Nya Zeeland.
  - P-3W – Australiska flygvapnets beteckning på tio flygplan levererade med modernare centraldator.
  - AP-3C – Arton australiska flygplan som genomgått Boeings uppgraderingsprogram Sea Sentinel i slutet av 1990-talet med ny radar (Elta EL/M-2022), ny FLIR (Star Safire III), nytt navigationssystem och ny signalprocessor. Moderniseringen sparade dessutom in 3 ton i vikt.
  - EP-3E – Tolv signalspaningsflygplan byggda för att ersätta EP-3A och EP-3B.
  - WP-3D – Två flygplan byggda för att ersätta WP-3A. De är inte förstärkta på samma sätt för att flyga i orkanvindar. Den har inte mindre än tre olika väderradar; En i nosen, en i en radom under flygkroppen och en under den förstorade stjärtbommen.
  - CP-140 Aurora – 18 kanadensiska P-3C med elektronik och ubåtsjaktutrustning från Lockheed S-3 Viking.
  - CP-104A Arcturus – Tre CP-140 utan ubåtsjaktutrustning. Överskottsmateriel köpt av Lockheed 1991 då produktionslinjen i Burbank stängdes.
- P-7 – En fjärde produktionsmodell tänkt att ersätta P-3 Orion. Den är 2,4 meter längre, 2,1 meter större vingspann och har fyra nya motorer (T407-GE-400) med fembladiga propellrar. Den blev dock nedlagd av kostnadsskäl och Boeing P-8 Poseidon valdes i stället.

## Användare
Argentinas flotta
- Escuadrilla Aeronaval de Exploración – sex P-3B

 Australiens flygvapen
- No. 92 Wing RAAF – 18 AP-3C

 Brasiliens flygvapen
- 7º Grupo de Aviação – 12 P-3AM

 Chiles flotta
- Fyra P-3ACH

 Greklands flotta
- 353 Moira Nautikes Synergadias – sex P-3B

 Islamska republiken Irans flygvapen
- 71:a marinflygdivisionen – fem P-3F

 Japans marina självförsvarsstyrkor
- 1:a, 2:a, 4:e, 5:e och 31:a marinflygflottiljerna – 101 P-3C, fem EP-3 och fyra UP-3

 Kanadas flygvapen
- 14:e flottiljen – 18 CP-140 Aurora och tre CP-140A Arcturus

 Norges flygvapen
- 333:e skvadronen – fyra P-3C och två P-3N

 Nya Zeelands flygvapen
- No. 5 Squadron RNZAF – sex P-3K2

 Pakistans flotta
- 28 Squadron – sju P-3C. Två av dem förstördes i en terroristattack mot Mehran 22 maj 2011.

 Portugals flygvapen
- Esquadra 601 ”Lobos” – fem P-3C

 Spaniens flygvapen
- 221 Escuadrón – En P-3A och fyra P-3M

 Sydkoreas flotta
- 6:e flygflottiljen – Åtta P-3C och åtta P-3CK

 Thailands flotta
- 102 Squadron – Två P-3T och en VP-3T

 Deutsche Marine
- Marinefliegergeschwader 3 ”Graf Zeppelin” – Åtta P-3C

 USA
- USA:s flotta – 154 P-3Cs och EP-3E. Ytterligare ett antal i malpåse vid AMARC
- NOAA – Två WP-3D Hurricane Hunters
- USCBP – Fyra P-3C CDU och fyra P-3AEW&C